# Marciano Sigüenza
Marciano Sigüenza fou un dirigent anarcosindicalista espanyol.
Cap al 1944 era vicesecretari del comitè peninsular de la Federació Ibèrica de Joventuts Llibertàries dirigit per Manuel Amil Barciá. Exiliat a França després de la guerra civil espanyola, en el Ple Intercontinental de Marsella d'agost de 1973 fou escollit Secretari General de la CNT, càrrec que ocupà fins al 1975.
Durant la transició democràtica tornà a Espanya, i el 1982 fou dirigent del Sindicat Tèxtil de la CNT a Madrid. El 1983 fou nomenat secretari d'exteriors del Comitè Nacional de la CNT i col·laborà a les publicacions CNT, Apeadero i Solidaridad Obrera.